# Награда на Югозападното радио
Международната литературна „Награда на Югозападното радио“ (на немски: Preis der SWR-Bestenliste) е учредена през 1975 г. от радиото в Баден-Баден, (провинция Баден-Вюртемберг) и се присъжда ежегодно.
Носителят на отличието се избира измежду авторите, които през изтеклите 12 месеца присъстват в списъка на Югозападното радио за най-добра книга.
Наградата е в размер на 10 000 €.

## Носители на наградата (подбор)
- Герхард Рот (1978)
- Лудвиг Фелз (1979)
- Петер Вайс (1981)
- Франц Фюман (1982)
- Оскар Пастиор (1983)
- Криста Райниг (1984)
- Фридерике Майрьокер (1985)
- Дьорд Конрад (1986)
- Бригите Кронауер (1987)
- Данило Киш (1988)
- Паул Вюр (1989)
- Томас Хюрлиман (1990)
- Урс Видмер (1992)
- Збигнев Херберт (1994)
- Адолф Ендлер (1995)
- Петер Рюмкорф (1996)
- Маркус Вернер (1997)
- Дубравка Угрешич (1998)
- Улрих Пелцер (2000)
- Катя Ланге-Мюлер (2001)
- Катрин Рьогла (2004)
- Луц Зайлер (2005)
- Агота Кристоф (2006)
- Ханс Йоахим Шедлих (2007)
- Гюнтер Хербургер (2008)
- Катрин Шмит (2009)
- Патрик Модиано (2010)
- Ангелика Клюсендорф (2014)
- Естер Кински (2015)